# Lichamelijke integriteit
Lichamelijke integriteit, ook wel lichamelijke onschendbaarheid, lichamelijke onaantastbaarheid of onaantastbaarheid van het lichaam genoemd, is een juridisch principe dat de onschendbaarheid van het menselijk lichaam omvat. Het betekent dat iedere persoon zelf beslist wat er wel of niet met het eigen lichaam gebeurt, wie het aanraakt, wat er ingeademd wordt of welke handelingen worden uitgevoerd.

## Discussiepunten
Lichamelijke integriteit wordt tot de mensenrechten gerekend en het is in de grondwetten en wetgevingen van veel staten opgenomen. Soms worden er op het principe enkele wettelijke uitzonderingen gemaakt wanneer er andere principes zijn die belangrijker worden geacht dan de volledige lichamelijke integriteit van ieder persoon voor de bestwil van de persoon zelf of in het belang van anderen, zoals de ouders of de samenleving (bijvoorbeeld de volksgezondheid of de religieuze plichten van een geloofsgemeenschap). De geldigheid van deze uitzonderingen is echter omstreden en niet elke bepleite uitzondering vindt altijd en overal evenveel acceptatie dan wel weerstand. Lichamelijke integriteit is daarmee een medisch-ethische kwestie die binnen de bio-ethiek valt, een tak van de moraalwetenschap.
Enkele discussiepunten aangaande uitzonderingen op de lichamelijke integriteit zijn onder meer:
- Genitale besnijdenis waarover ouders namens kinderen zouden mogen beslissen of niet:
  - Circumcisie, ook wel 'mannen- of jongensbesnijdenis' of 'mannelijke genitale verminking' genoemd. Over het algemeen worden medische aandoeningen zoals fimosis erkend als legitieme uitzonderingen voor een jongensbesnijdenis met de instemming van zijn ouders. Maar de legitimiteit van niet-medische / niet-therapeutische besnijdenissen, meestal op verzoek van de ouders om religieuze redenen, zijn meer omstreden; zie juridische aspecten van circumcisie.
  - Vrouwelijke genitale verminking (VGV/FGM), ook wel 'vrouwen- of meisjesbesnijdenis' genoemd. In het internationaal recht bestaat er een consensus dat VGV een mensenrechtenschending is en meer dan 100 landen hebben het verboden, maar anno 2020 waren er nog ongeveer 30 landen waar VGV niet verboden was.[1][2] Zie voorts Wetten over vrouwelijke genitale verminking naar land.
- Allerlei vormen van seksueel geweld die om verschillende redenen uitgezonderd zouden zijn van het recht op lichamelijke integriteit:
  - Seks zonder consent (instemming). In veel jurisdicties in de wereld is dit legaal zolang de dader geen geweld, dwang of bedreiging heeft gebruikt om seks met de ander te hebben; in andere jurisdicties is geweld/dwang/bedreiging niet nodig om te concluderen dat iemands lichamelijke integriteit is geschonden en dat er dus seksueel geweld heeft plaatsgevonden.
  - Verkrachting binnen het huwelijk. Volgens sommige jurisdicties bestaat dit niet als zodanig; vrouwen zouden een "huwelijksplicht" hebben om seks met hun man te hebben, die daar 'recht' op zou hebben, dus zou zij geen recht hebben om seks te weigeren en zou seks binnen het huwelijk per definitie legaal zijn. Feministische groepen en mensenrechtenorganisaties hebben deze zienswijze sinds de jaren 1970 met toenemend succes bestreden en steeds meer jurisdicties erkennen seks binnen het huwelijk zonder instemming als seksueel geweld. Om vergelijkbare redenen zijn in dezelfde periode veel trouw-je-verkrachter-wetten afschaft.
  - Maagdelijkheidstests. Maagdelijkheidstesten gelden als zeer controversieel en onethisch en zijn in sommige jurisdicties verboden.
  - Stealthing: het tijdens de seks zonder instemming afdoen van het condoom. Omdat de ander hiermee blootgesteld wordt aan eventuele soa's of ongewenste zwangerschappen kan dit gelden als een schending van de lichamelijke integriteit; in sommige landen zoals Zwitserland, Duitsland en het Verenigd Koninkrijk is het anno 2020 strafbaar als seksueel geweld.[3]
- Allerlei vormen van fysiek geweld:
  - Lijfstraffen, onder meer als straf voor criminelen en als opvoedkundig middel voor kinderen (inclusief de zogeheten 'corrigerende tik'). Dit wordt in toenemende mate als een mensenrechtenschending gezien.
  - Fysieke vormen van huiselijk geweld die soms worden uitgezonderd als een man 'gehoorzaamheid' van zijn vrouw of kinderen wil afdwingen. Dit wordt in toenemende mate als een mensenrechtenschending gezien.
- Reproductieve rechten:
  - Abortus, ook wel 'zwangerschapsafbreking' genoemd. Wetgeving verschilt per jurisdictie in hoeverre een vrouw zelf mag bepalen of en zo ja onder welke voorwaarden zij een embryo/foetus mag (laten) weghalen uit haar baarmoeder (zie ook baas in eigen buik) of dat daarmee vermeende rechten van embryo's/foetussen worden geschonden. De vraag is derhalve wiens recht op lichamelijke integriteit prevaleert. Sinds midden 20e eeuw zijn steeds meer jurisdicties tot de conclusie gekomen dat tot een bepaald aantal weken een vrouw mag bepalen of ze haar zwangerschap afbreekt, maar daarna haar zwangerschap dient te voltooien. Een abortus mag ook alleen uitgevoerd worden als de vrouw in kwestie ermee instemt (zie bijvoorbeeld artikel 39 van de Istanbul-Conventie (2011)).
  - Gedwongen sterilisatie. Sommige overheden menen het recht te hebben om vrouwen van bepaalde bevolkingsgroepen te steriliseren zonder hun instemming. Dit wordt sinds de opstelling van de Jogjakarta-beginselen (2006) steeds vaker gezien als een mensenrechtenschending, onder andere in artikel 39 van de Istanbul-Conventie (2011).
- Vaccinatie, ook wel 'inenting' genoemd. Over het algemeen worden vaccinaties tegen bepaalde ziektes gezien als noodzakelijk voor de volksgezondheid om groepsimmuniteit te ontwikkelen en epidemieën te voorkomen of in te dammen. Maar jurisdicties hebben verschillende benaderingen of ze dit verplicht stellen voor alle burgers, de keuze laten aan ouders, het een voorwaarde maken om kinderen bij openbare scholen in te schrijven of dat alleen mensen in bepaalde beroepsgroepen zoals artsen, politieagenten en militairen bepaalde vaccins toegediend krijgen; zie vaccinatiebeleid. Daarnaast is het hebben van een vaccinatiebewijs zoals het Internationaal Bewijs van Inenting of Profylaxe (ICVP) een vereiste voor bepaalde internationale reizen.
- Bloedtransfusie. Jehova's getuigen verzetten zich tegen bloedtransfusies om religieuze redenen. Er bestaat geen consensus onder artsen en in wetgeving wereldwijd of het toegestaan is om zonder instemming van, of zelfs tegen de bezwaren van ouders in, bloedtransfusies uit te voeren op hun kinderen om in noodgevallen hun leven te redden.
- Medische of wetenschappelijke experimenten/behandelingen op het lichaam zonder toestemming.[4]
- Fouilleren, ook wel 'onderzoek aan de kleding' genoemd. Er is een consensus dat bevoegde autoriteiten zoals politieagenten en douanebeambten in bepaalde gevallen burgers mogen fouilleren om te controleren of zij wapens of andere voorwerpen zoals drugs bij zich dragen waar of waarheen dat niet mag (bijvoorbeeld op vliegtuigen). Er is echter niet overal overeenstemming over hoe ver de autoriteiten hiermee mogen gaan en of er een goede balans is tussen veiligheidscontrole en lichamelijke integriteit.
- Bepaalde aspecten van ontgroeningsrituelen (plagerijen waaraan nieuwelingen worden onderworpen) worden soms gezien als schendingen van de lichamelijke integriteit. Zo kunnen nieuwelingen worden onderworpen aan fysiek geweld, kaalscheren, het moeten eten van bepaald voedsel of drinken van bepaalde dranken (meestal alcohol) of het moeten doorstaan van extreme weersomstandigheden. Enkele studentenontgroeningen in Nederland liepen zodanig uit de hand dat er enkele studenten aan zijn overleden of zwaar gewond geraakt.[5] Zie Ontgroening (studenten) (Nederland), Studentendoop (Vlaanderen), Ontgroening (defensie), Ontgroening (scouting), Neptunusritueel (zeevaart).

## Internationale verdragen
In het Handvest van de grondrechten van de Europese Unie (2000) wordt in artikel 3 de lichamelijke (en geestelijke) integriteit opgenomen.
Daarnaast is in enkele verdragen een martelverbod vastgelegd. Het Europees Verdrag voor de Rechten van de Mens (1950) bepaalt in artikel 3: 'Niemand mag worden onderworpen aan folteringen of aan onmenselijke of vernederende behandelingen of bestraffingen.' Dezelfde tekst is opgenomen in artikel 4 van het Handvest van de grondrechten van de Europese Unie (2000). Het Internationaal verdrag inzake burgerrechten en politieke rechten (1966) bepaalt in artikel 7: 'Niemand mag worden onderworpen aan folteringen, of aan wrede, onmenselijke of vernederende behandeling of bestraffing. In het bijzonder mag niemand, zonder zijn in vrijheid gegeven toestemming, worden onderworpen aan medische of wetenschappelijke experimenten.'
Het Verdrag van de Raad van Europa inzake het voorkomen en bestrijden van geweld tegen vrouwen en huiselijk geweld (Istanbul-Conventie) (2011) bepaalt in artikel 36 dat er instemming van de betrokken personen nodig is om seks te hebben, anders is er sprake van seksueel geweld.:6 Artikel 35 verbiedt algemene vormen van fysiek geweld tegen iedereen (zoals huiselijk geweld, genoemd in andere artikelen), artikel 38 verbiedt vrouwelijke genitale verminking en artikel 39 bepaalt dat abortus of sterilisatie niet op een vrouw mag worden uitgevoerd zonder dat ze daar eerst geïnformeerde toestemming voor heeft gegeven.

## Nederlandse wetgeving
De onschendbaarheid van het menselijk lichaam is in de Nederlandse Grondwet opgenomen als Artikel 11. Hierin staat: Ieder heeft, behoudens bij of krachtens de wet te stellen beperkingen, recht op onaantastbaarheid van zijn lichaam. Volgens de Nederlandse wet geldt dit zelfbeschikkingsrecht ook na de dood van een persoon.
Zoals in de Grondwet wordt vermeld, worden in meerdere andere wetten verschillende uitzonderingen op schending van de lichamelijke integriteit vastgesteld. Zo staat in de Politiewet vermeld dat de politie bijvoorbeeld onder bepaalde voorwaarden wel mag fouilleren en daarbij het lichaam mag aanraken. Of dat er een bloed- of ademtest gedaan mag worden bij verdenking van rijden onder invloed van alcohol of drugs. In de Wet op de geneeskundige behandelingsovereenkomst (WGBO) staat vermeld dat artsen en verpleegkundigen alleen na het sluiten van een behandelingsovereenkomst zorg mogen verlenen aan patiënten. Alleen in hele specifieke gevallen mag daarbij zonder toestemming van de patiënt worden ingegrepen, bijvoorbeeld om een zware handicap of overlijden te voorkomen.
Volgens een uitspraak van de Hoge Raad der Nederlanden van 5 juli 2011 is er geen wet die jongensbesnijdenis specifiek verbiedt en valt de ingreep evenmin onder '(zware) mishandeling': 'Genitale verminking van meisjes valt in ieder geval onbetwist onder (zware) mishandeling (art. 300-303 WvSr). Waar de meeste vormen van meisjesbesnijdenis algemeen worden aangemerkt als genitale verminking, is van een vergelijkbare communis opinio aangaande jongensbesnijdenis vooralsnog geen sprake.' De Hoge Raad erkende dat de maatschappelijke opvattingen over jongensbesnijdenis in de loop der jaren geleidelijk aan het verschuiven waren en dat 'de toenemende zorg [vanuit de medische wereld] over het letsel en de kans op complicaties bij een besnijdenis wel relevant is', maar dat er nog niet voldoende reden was om over te gaan op criminalisering.
Inzake de weigering van sommige Jehova's getuigen om in levensbedreigende situaties een bloedtransfusie te ondergaan moeten Nederlandse artsen 'laveren tussen wet, geweten en derden.' Artikel 450 van het Wetboek van Strafrecht bepaalt: 'Hij die, getuige van het ogenblikkelijk levensgevaar waarin een ander verkeert, nalaat deze die hulp te verlenen of te verschaffen die hij hem, zonder gevaar voor zichzelf of anderen redelijkerwijs te kunnen duchten, verlenen of verschaffen kan, wordt, indien de dood van hulpbehoevende volgt, gestraft met hechtenis van ten hoogste drie maanden of geldboete van de tweede categorie.' Dat betekent dat iedere arts de verplichting heeft om een bloedtransfusie toe te passen bij elke bewusteloze patiënt bij wie dit is vastgesteld. Het Medisch Tuchtcollege te Amsterdam bepaalde in 1986 verder 'dat alleen indien een arts de grootst mogelijke zekerheid heeft dat een patiënt zelf vrijwillig de beslissing genomen heeft geen bloed toegediend te krijgen, het verantwoord is dat een arts in een levensbedreigende situatie van het toedienen van bloed afziet.' Het volstaat niet dat derden, bijvoorbeeld de echtgeno(o)t(e) van de patiënt, beweren dat de patiënt Jehova's getuige is en daarom geen bloedtransfusie wil; de patiënt moet zelf zijn/haar wil hebben verklaard. De wil van de patiënt kan ofwel in een persoonlijk gesprek met de arts worden gecommuniceerd, ofwel recentelijk in een schriftelijke verklaring vrijwillig en bij het volle verstand door de patiënt zijn opgesteld. Alleen dan kan de arts besluiten om van bloedtransfusie af te zien, met alle gevolgen van dien.